# Massimo Corsaro
Massimo Corsaro (ur. 1 listopada 1963 w Mediolanie) – włoski polityk, samorządowiec, poseł do Izby Deputowanych.

## Życiorys
Ukończył studia ekonomiczne, uzyskał stopień naukowy doktora. Zaangażował się w działalność polityczną w ramach Włoskiego Ruchu Socjalnego, w 1985 uzyskał mandat radnego Pieve Emanuele. W 1995, 2000 i 2005 z ramienia Sojuszu Narodowego był wybierany do rady regionalnej Lombardii. Pełnił funkcję asesora w rządzie regionalnym kolejno ds. rzemiosła, ds. infrastruktury i ds. przemysłu. W 1999 kandydował do Parlamentu Europejskiego, mandat poselski wykonywał formalnie przez miesiąc w 2001 jako członek Unii na rzecz Europy Narodów.
W wyborach w 2008 uzyskał mandat deputowanego XVI kadencji z listy Ludu Wolności. W 2013 z powodzeniem ubiegał się o reelekcję na XVII kadencję z listy partii Bracia Włosi – Centroprawica Narodowa.